# ストアアンドフォワード
ストアアンドフォワード（英: Store and forward）は、中継局を介して電気通信を行う場合に、情報を中継地点で一旦蓄積して、その後最終目的地あるいは別の中継局にそれを転送する方式を指す。パケット通信の方式そのものを指す場合は、蓄積交換（Store and forward switching）とも呼ぶ。中継局やコンピュータネットワークのノードは、メッセージが完全性を保持しているかどうかを確認した上で転送する。一般に間欠的な接続のネットワークで使われる技法であり、過酷な状況や移動しながらの通信でよく使われる。遅延が長くてもよい場合、誤り率が高い場合、中継しないと通信できない場合などにもよく使われる。
この技法は遅延耐性ネットワークに発祥するものである。その種のネットワークではリアルタイムサービスは期待できない。

## 人手による中継
ストアアンドフォワード型のネットワークはコンピュータ以前にも存在した。テレタイプ端末による通信網では、中継センターに送られたメッセージが紙テープの形態で蓄積されていた。人間のオペレータがそのテープを受信機から取り、アドレス情報を読んで、適切な相手に送信するという方式がとられていた。送信用の回線が他に使われている場合、オペレータは送信待ちのテープ入れにそのテープを入れるので、送信される順番を待たされることになる。1900年代中盤の中継センターは数十台の受信用テレタイプと送信用テレタイプを備え、ピーク時には数千のメッセージがテープの形で送信を待つことになった。

## UUCP
インターネットが普及する以前、コンピュータの接続には様々な方法が採用され、小型のコンピュータはダイヤルアップ接続であることが多かった。UUCP はそのようなネットワークでのストアアンドフォワード型のメッセージ転送を行うものであった。

## その他の例
- 電子メール (SMTP)
- パケット通信 (アマチュア無線)